# Petagnia subpetiolata
Petagnia subpetiolata là một loài ruồi trong họ Tachinidae.